# Mohrenstraße 9a/b (Coburg)

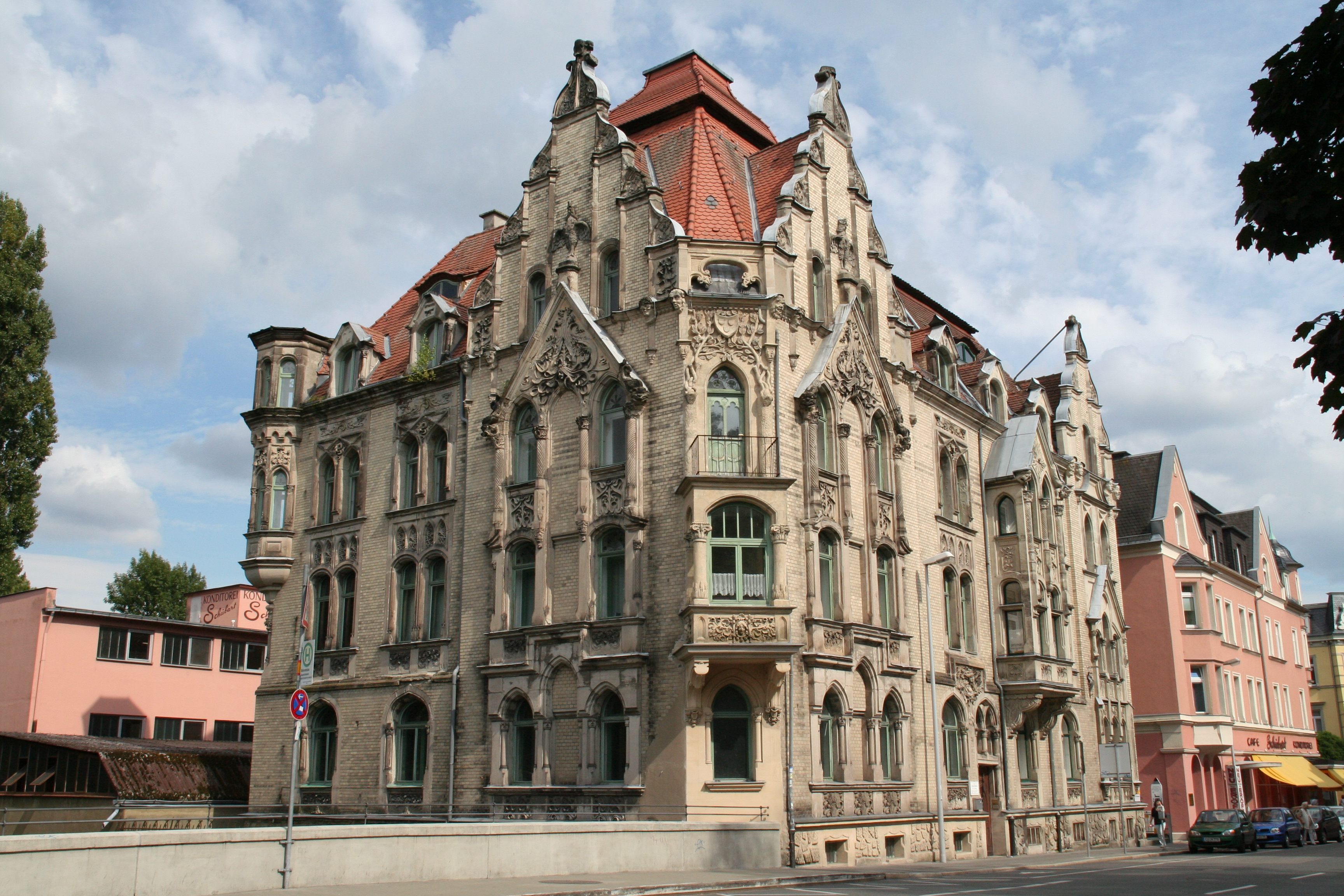
Mohrenstraße 9a/b in Coburg

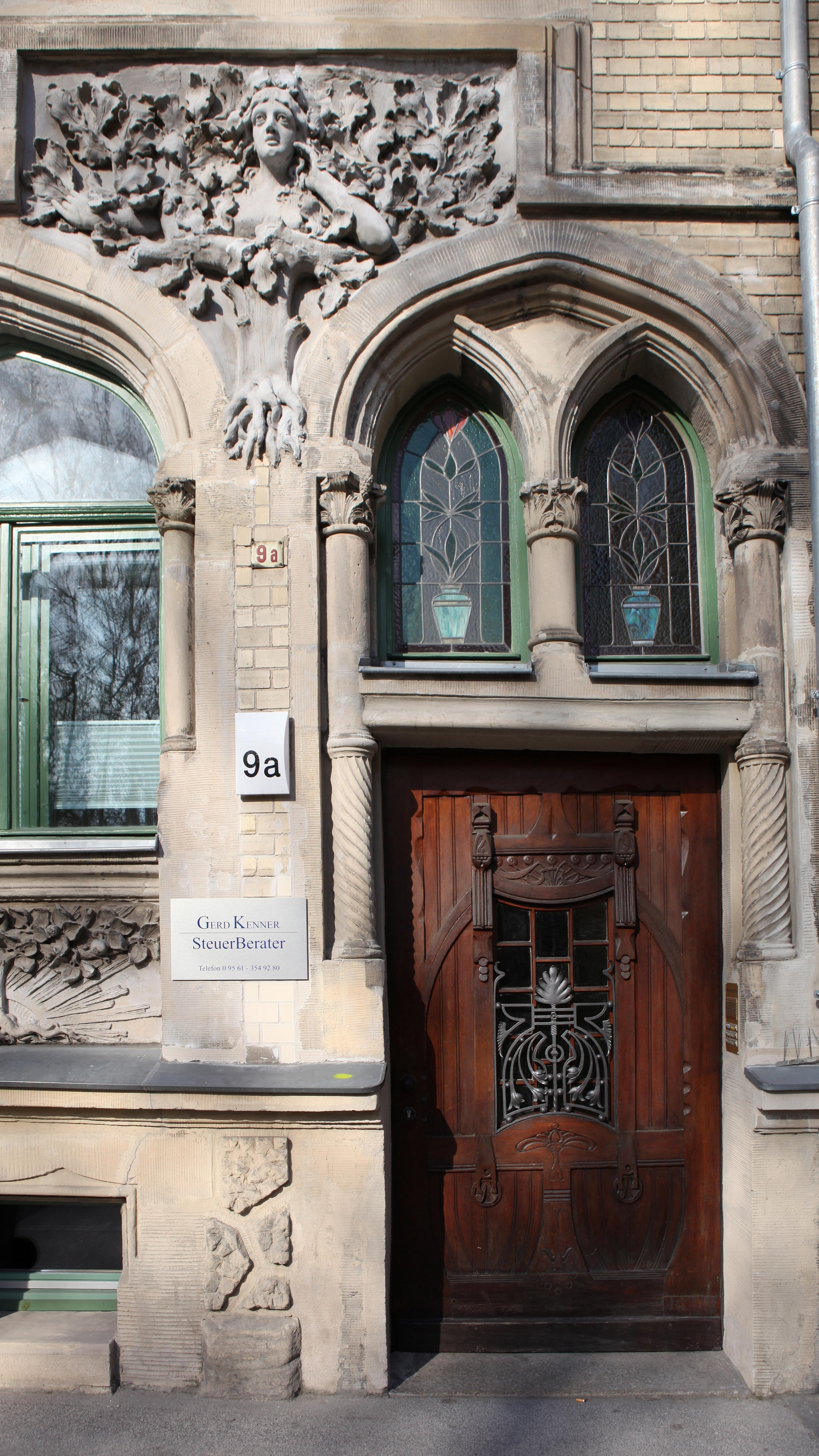
Hauseingang 9a

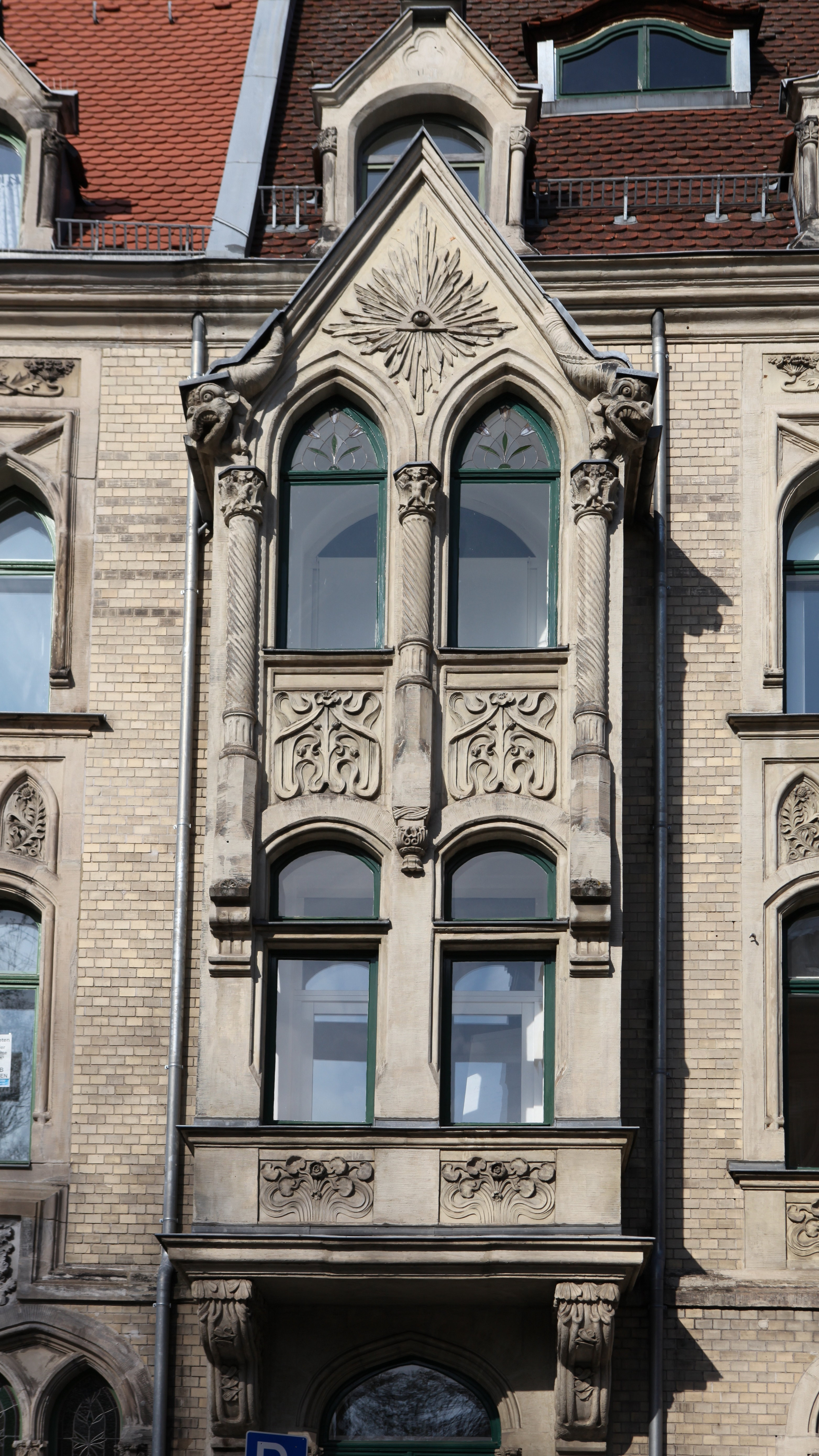
Erker 9b

Das Haus Mohrenstraße 9a/b in der oberfränkischen Stadt Coburg ist ein Wohn- und Geschäftshaus, das 1903 der Architekt und Baumeister Carl Otto Leheis im Jugendstil errichtete und das als Baudenkmal in der Bayerischen Denkmalliste eingetragen ist.

## Geschichte
Das städtebaulich bedeutende Doppelwohnhaus steht östlich der Mohrenbrücke, einem Itzübergang. Wie bei den meisten seiner etwa 30 Häuser plante und baute der Baumeister Otto Leheis, der in Coburg ein Architekturbüro mit angeschlossenem Baugeschäft und Steinbruch sowie ein Säge- und Hobelwerk besaß, das Mietshaus 1903 auf eigene Rechnung. Als 1907 Leheis zahlungsunfähig wurde, kam es am 20. Juni 1907 zur Zwangsversteigerung des mit 61.600 Mark taxierten Gebäudes 9b.
In dem Haus 9b wohnte der jüdische Kaufmann Alfred Plessner mit seiner Frau Margarethe und den beiden Söhnen Horst und Wolfgang. Die Söhne konnten in die USA emigrieren. Den Eltern wurde 1939 die Wohnung gekündigt, im November 1941 folgte die Deportation nach Riga, wo sie vermutlich unmittelbar ermordet wurden.
Das Haus Nr. 9b wurde 1980 saniert und modernisiert. Umbauten folgten 1987–1989 in Haus 9a und 2002 eine Sanierung des Turmdaches sowie 2009/2010 eine Gebäudesanierung.

## Architektur
Das dreigeschossige, zweiflügelige Eckgebäude hat einen L-förmigen Grundriss. Die Hausecke wird durch einen turmartige Gestaltung betont. Ein Kastenerker mit Altane an der abgeschrägten Ecke wird durch beidseitige gewellte Zwerchgiebel mit vorgesetzten, dreiachsigen Risaliten und Filialgiebeln eingerahmt. In der südlichen Straßenfassade folgt Richtung Innenstadt unter anderem ein zweiachsiger, zweigeschossiger Konsolerker mit Dreiecksgiebel. Den östlichen Fassadenabschluss bildet ein Eckrisalit mit Zwerch- und Filialgiebel. Die Westfassade entlang der Itz wird durch einen polygonalen Eckturm vor dem zweiten Ober- und Dachgeschoss begrenzt. Hausgauben, eingerahmt durch Säulen und Fledermausgauben, durchdringen das ausgebaute hohe Mansardwalmdach.
Die aufwändige Fassadengestaltung, insbesondere im Bereich der Erker, Risalite und Fenster, ist durch vielfältige Pflanzenornamente, aber auch durch figürlichen Schmuck geprägt. Elemente des Neobarocks, wie das Walmdach, vermischen sich mit denen des an der Neugotik orientierten Jugendstils sowie solchen des Tudorstils englischer Prägung, wie den Fenstern mit Tudorbogen. So hat beispielsweise das Eingangsportal zu Haus Nr. 9a eine Haustür in Jugendstildekor, eingerahmt von Säulen. Darüber sind zwei Spitzbogenfenster unter einem Tudorbogen vorhanden, den ein Relief eines Eichenbaums mit weiblicher Maske mit dem benachbarten Tudorfenster verbindet.
Von bauzeitlichem Ursprung sind noch die Treppen mit ihren Geländern, die Zimmertüren und die Wohnungsabschlüsse sowie vegetabile Stuckdecken.
Die Stützmauer an der Itz besteht aus einem Polygonalmauerwerk mit Strebepfeilern. Sie wird oben von einer Schmiedeeiseneinfriedung abgeschlossen, die einen zwickelförmigen Garten begrenzt.